# Annekegade
Annekegade er en lille gade på Ydre Nørrebro i Haraldsgadekvarteret. Den er en sidegade til Aldersrogade og ender blindt.
Gaden blev anlagt kort før 1920 og navngivet med et gammelt nordisk pigenavn, i det gaden tilknyttedes de gader på Nørrebro, som bar lignende nordiske navne. Anneke er dog også en nederlandsk og tysk kæleform for Anna. Annekegade var oprindelig tiltænkt navnet Svanekegade for at indgå i en gruppe af Østerbrogader med navne hentet fra den bornholmske geografi. Mens Haslegade og Rønnegade blev fastholdt, ændredes Svanekegade til Annekegade, da gaden etableredes.
Annekegade er en af områdets allermindste gader. Gaden ligger i kvarteret Vibekevang (se dette).